# Musztafa el-Baszász
Musztafa Mahdí el-Baszász (arabul: مصطفى مهدي البصاص; Dzsidda, 1993. június 25. –) szaúd-arábiai labdarúgó.

## Pályafutása

### Klubcsapatokban
2012 és 2020 között az el-Áhlí középpályása volt. A szurkolók a 2012-13-as szezonban csapata legjobbjává választották.

### A válogatottban
2012-ben mutatkozott be a szaúd-arábiai válogatottban az Argentína elleni mérkőzésen.

## Statisztika

### A válogatottban
| Szaúd-Arábia | Szaúd-Arábia | Szaúd-Arábia |
| Év           | Mérk.        | Gólok        |
| ------------ | ------------ | ------------ |
| 2012         | 1            | 0            |
| 2013         | 5            | 0            |
| 2014         | 8            | 0            |
| 2015         | 1            | 0            |
| Összesen     | 15           | 0            |